# Beefcake-tijdschrift
Een beefcake of physique-tijdschrift was een tijdschrift gewijd aan lichaamsfotografie. Hierbij ging het om gespierde zogenoemde beefcake-mannen, jonge mannen in atletische poses, meestal in weinig verhullende kleding. Tijdens de hoogtijdagen in de Verenigde Staten van de jaren '50 en '60 werden dit soort publicaties gepresenteerd als tijdschriften gewijd aan fitness, gezondheid en bodybuilding, waarbij de modellen vaak werden getoond tijdens sportoefeningen. Het onuitgesproken primaire doel was echter het verspreiden van erotische beelden, voornamelijk gemaakt door en voor homomannen. Het gebeurde in deze vorm om censuur en beschuldigingen van obsceniteit te ontwijken.
Het genre was populair van ongeveer het begin van de jaren '50 tot het midden van de jaren 60 van de 20e eeuw]. Met de legalisering en toename van homopornografische tijdschriften en video's gingen beefcake tijdschriften over op meer expliciet materiaal of gingen ze failliet. De oplage van openlijk homoseksuele tijdschriften vertienvoudigde tussen 1965 en 1969. De toegenomen acceptatie van dergelijke publicaties droeg bij aan het uitsterven van het fenomeen.
Beefcake-tijdschriften dienden als een vroege landelijke culturele verbinding voor biseksuele en homoseksuele mannen. Het genre wordt gezien als de rijkste documentatie van homocultuur van die periode.

## Geschiedenis
Het begin van de 20e eeuw bracht een toegenomen belangstelling voor gewichtheffen en bodybuilding met zich mee. Een vroege aanjager van deze ontwikkeling was de beweging van de "fysieke cultuur", een sociale beweging in Europa en Noord-Amerika die de nadruk legde op de ontwikkeling van het lichaam door middel van lichaamsbeweging en gewichtheffen. Tijdschriften gewijd aan fysieke cultuur verschenen voor het eerst in de jaren '90 van de 19e eeuw.
Tegen de jaren 20 van de 20e eeuw was de vraag naar foto's van krachtpatsers voor fotografen voldoende om van te kunnen leven, waardoor zij zich volledig toelegden op lichaamsfotografie. In diezelfde periode ontstond er een homo-subcultuur binnen het genre. Tijdens deze periode schoten veel homoseksuele fotografen voornamelijk naakt.
Met de komst van het tijdschrift Strength & Health in 1932 brak er een nieuw tijdperk aan. Homoseksuele fotografen zoals Al Urban en Bob Mizer gebruikten de achterpagina's om reclame te maken voor naaktfotografie. De laatstgenoemde begon in 1951 zijn eigen tijdschrift, Physique Pictorial.

## Artistieke inhoud
Toen de handhaving van obsceniteit werd versoepeld, maakten beefcake tijdschriften plaats voor openlijke pornografie. Deze pornografie bestond zowel uit foto's als kunstwerken. Sommige tijdschriften bevatten tevens amateurfotografie die door lezers was ingestuurd.
De Finse kunstenaar Tom of Finland debuteerde in Physique Pictorial en zou later grote invloed hebben op de 20e-eeuwse homocultuur.

## Connectie met homoseksualiteit
Hoewel grotendeels gemaakt door en voor homomannen, vermeden beefcake tijdschriften aanvankelijk openlijke verwijzingen naar homoseksualiteit, waarbij ze een aantal voorwendselen gebruikten om hun inhoud uit te leggen. Naarmate de tijd verstreek, werden sommige tijdschriften gedurfder in hun bereidheid om homoseksualiteit rechtstreeks te bespreken.

## Afbeeldingen

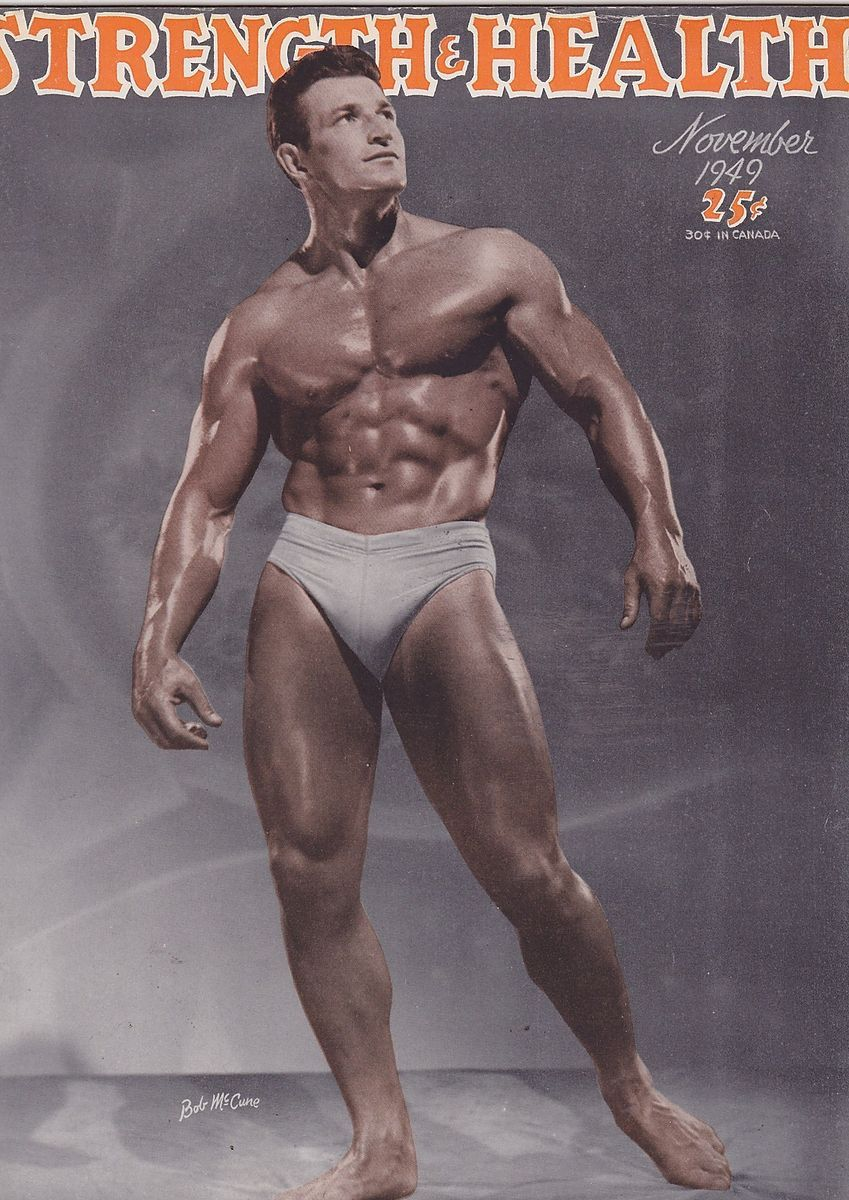
Strength and Health (1949)
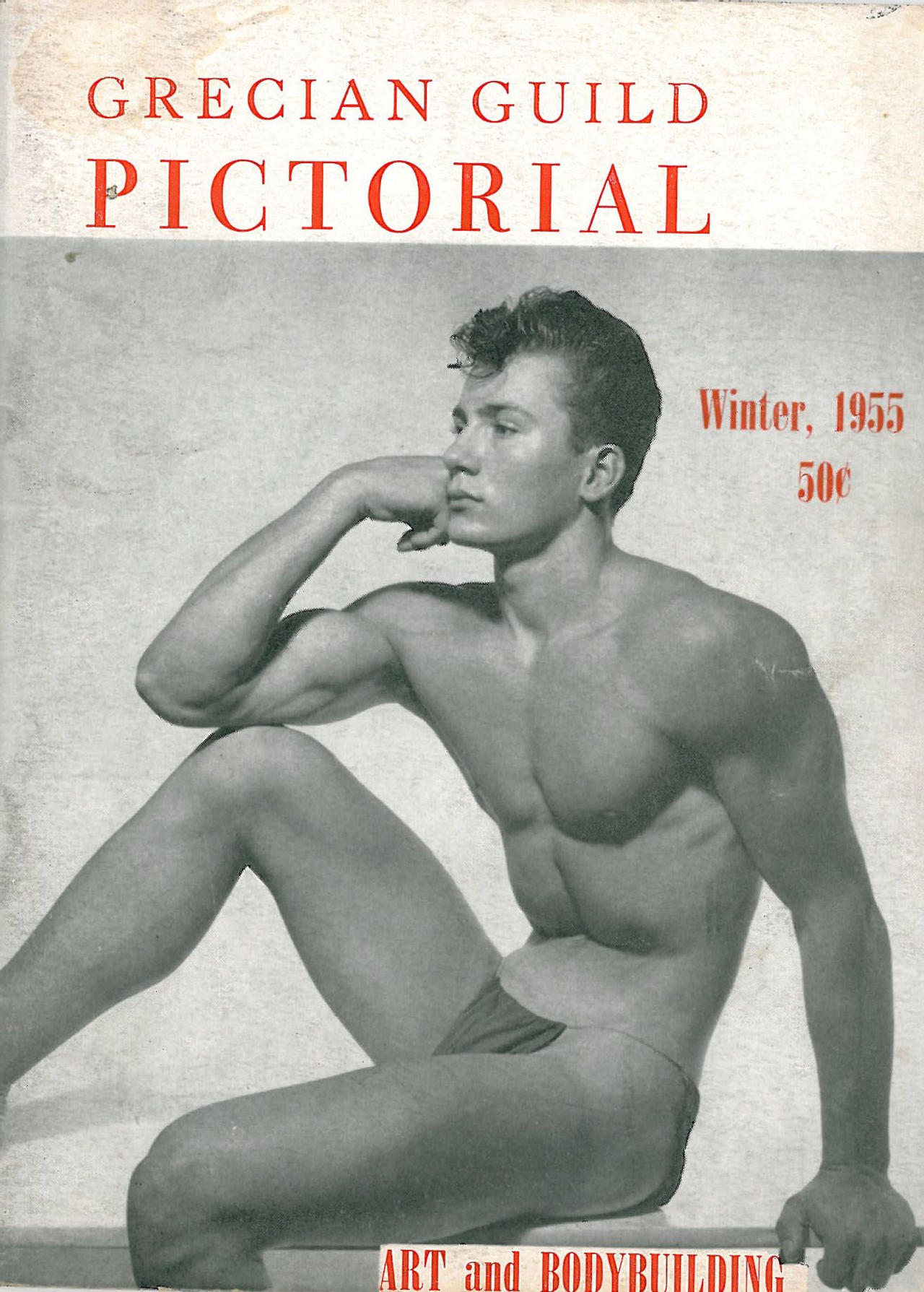
Grecian Guild Pictorial (1955)
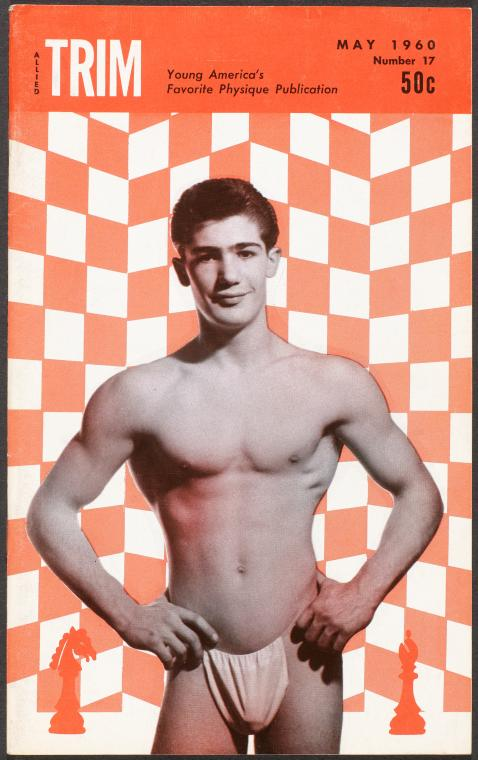
TRIM (1960)
- Physique Pictorial (1963)
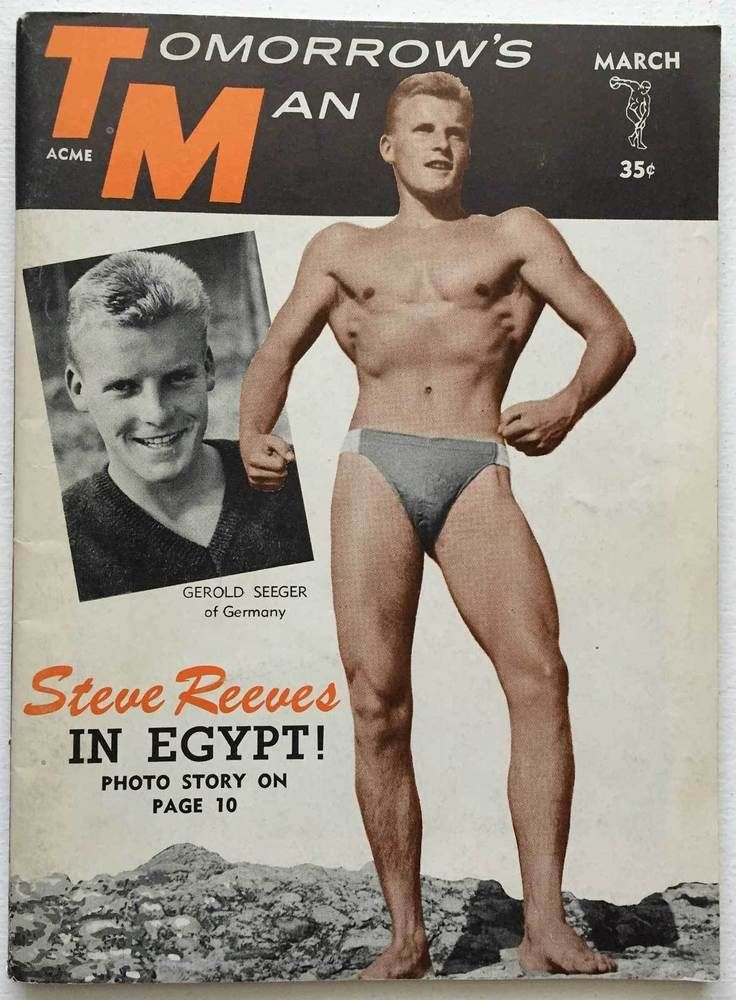
Tomorrow's Man (1963)